# Liste der Naturschutzgebiete im Landkreis Darmstadt-Dieburg
Im hessischen Landkreis Darmstadt-Dieburg bestehen die in der nachfolgenden Tabelle aufgeführten Naturschutzgebiete.
Der Landkreis Darmstadt-Dieburg kann nach dem Hessischen Landesnaturschutzgesetz seit 1996 Naturschutzgebiete einrichten, wenn ihre Fläche fünf Hektar nicht überschreitet. Nach dieser Regelung wies der Landkreis 2010 das Naturschutzgebiet Fuchswiese bei Stettbach aus. Für die Einrichtung und Verwaltung der anderen Naturschutzgebiete ist das Regierungspräsidium Darmstadt als Obere Naturschutzbehörde zuständig.
| Name                                                                 | Bild | Kennung                 | Einzelheiten | Position | Fläche Hektar | Datum         |
| -------------------------------------------------------------------- | ---- | ----------------------- | --- | -------- | ------------- | ------------- |
| Bruchwiesen von Dorndiel                                             |      | 1432001 WDPA: 81467     | Groß-Umstadt-Dorndiel (kleiner westlicher Teil liegt auf Breuberg-Wald-Amorbacher Gemarkung im Odenwaldkreis) Feuchtgebiet mit Wasserflächen, Röhricht- und Baumgruppen Schutzzweck: Erhalt und Entwicklung eines bedeutenden Feuchtbiotops, Lebensraum zahlreicher Tier- und Pflanzenarten, Brut-, Nahrungs- u. Rastbiotop seltener Vögel, Amphibien u. Insekten OSM-Link zur Kartendarstellung: „Bruchwiesen von Dorndiel“ | ⊙        | 8,65          | 8. Dez. 1977  |
| Altneckarlachen von Alsbach, Hähnlein und Bickenbach                 |      | 1432002 WDPA: 162129    | OSM-Link zur Kartendarstellung: „Altneckarlachen von Alsbach, Hähnlein und Bickenbach“ | ⊙        | 89,24         | 28. Aug. 1990 |
| Pfungstädter Moor                                                    |      | 1432003 WDPA: 82330     | Pfungstadt, Bickenbach OSM-Link zur Kartendarstellung: „Pfungstädter Moor“ | ⊙        | 102,74        | 1955          |
| Rallenteich von Eppertshausen                                        |      | 1432004 WDPA: 82362     | OSM-Link zur Kartendarstellung: „Rallenteich von Eppertshausen“ | ⊙        | 11,25         | 7. Okt. 1976  |
| Reinheimer Teich                                                     |      | 1432005 WDPA: 82390     | Reinheim Wasserflächen, ausgedehnte Röhrichte, Grünlandgesellschaften. OSM-Link zur Kartendarstellung: „Reinheimer Teich“ | ⊙        | 75,1          | 19. Dez. 1975 |
| Taubensemd von Habitzheim, Semd und Groß-Umstadt                     |      | 1432006 WDPA: 82691     | Grünlandgesellschaften nasser bis trockener Standorte, Wasserflächen, Lößraine. OSM-Link zur Kartendarstellung: „Taubensemd von Habitzheim, Semd und Groß-Umstadt“ | ⊙        | 31,58         | 14. Dez. 1976 |
| Löserbecken von Weiterstadt                                          |      | 1432007 WDPA: 82114     | OSM-Link zur Kartendarstellung: „Löserbecken von Weiterstadt“ | ⊙        | 8,17          | 1983          |
| Scheelhecke von Groß-Zimmern                                         |      | 1432008 WDPA: 82512     | Groß-Zimmern Feuchtbiotop mit Weichholzaue. OSM-Link zur Kartendarstellung: „Scheelhecke von Groß-Zimmern“ | ⊙        | 4,58          | 11. Aug. 1983 |
| Die kleine Qualle von Hergershausen                                  |      | 1432009 WDPA: 162741    | OSM-Link zur Kartendarstellung: „Die kleine Qualle von Hergershausen“ | ⊙        | 27,74         | 13. Dez. 1984 |
| Das große Hörmes bei Dieburg                                         |      | 1432010 WDPA: 162707    | Wiesen und Röhricht. OSM-Link zur Kartendarstellung: „Das große Hörmes bei Dieburg“ | ⊙        | 12,54         | 4. Feb. 1985  |
| Faulbruch von Münster                                                |      | 1432011 WDPA: 344584    | OSM-Link zur Kartendarstellung: „Faulbruch von Münster“ | ⊙        | 76,52         | 17. Okt. 1985 |
| Am Kleewoog von Gräfenhausen                                         |      | 1432012 WDPA: 162167    | OSM-Link zur Kartendarstellung: „Am Kleewoog von Gräfenhausen“ | ⊙        | 20,23         | 14. Nov. 1985 |
| Buchertsgräben bei Schlierbach                                       |      | 1432013 WDPA: 162613    | Schaafheim, Gemarkung Schlierbach Am auslaufenden Nordrand des Odenwaldes und eines auslaufenden Bergrückens: Buchenwaldgesellschaften mit Lößschluchten, Halbtrockenrasen, alte Hohlwege. OSM-Link zur Kartendarstellung: „Buchertsgräben bei Schlierbach“ | ⊙        | 52,45         | 1986          |
| Neuwiese von Messel                                                  |      | 1432014 WDPA: 164803    | OSM-Link zur Kartendarstellung: „Neuwiese von Messel“ | ⊙        | 110,15        | 1986          |
| Fohlenweide von Dieburg                                              |      | 1432016 WDPA: 163124    | Dieburg OSM-Link zur Kartendarstellung: „Fohlenweide von Dieburg“ | ⊙        | 23,61         | 1989          |
| Forstberg von Ueberau                                                |      | 1432017 WDPA: 163129    | Basaltkuppe mit Hecken, Rainen, Terrassen und Grünlandgesellschaften. OSM-Link zur Kartendarstellung: „Forstberg von Ueberau“ | ⊙        | 29,66         | 17. Okt. 1990 |
| Großer und kleiner Bruch bei Roßdorf                                 |      | 1432019 WDPA: 163365    | OSM-Link zur Kartendarstellung: „Großer und kleiner Bruch bei Roßdorf“ | ⊙        | 46,89         | 25. Nov. 1993 |
| Im Dulbaum bei Alsbach                                               |      | 1432020 WDPA: 163858    | OSM-Link zur Kartendarstellung: „Im Dulbaum bei Alsbach“ | ⊙        | 9,96          | 25. Nov. 1994 |
| Sandsteinbrüche am Burzelberg bei Frau-Nauses                        |      | 1432022 WDPA: 165318    | OSM-Link zur Kartendarstellung: „Sandsteinbrüche am Burzelberg bei Frau-Nauses“ | ⊙        | 19,46         | 14. Dez. 1994 |
| Kalksandkiefernwald bei Bickenbach, Pfungstadt und Seeheim-Jugenheim |      | 1432023 WDPA: 163992    | OSM-Link zur Kartendarstellung: „Kalksandkiefernwald bei Bickenbach, Pfungstadt und Seeheim-Jugenheim“ | ⊙        | 86,13         | 1996          |
| Herrnberg von Groß-Umstadt                                           |      | 1432024 WDPA: 163654    | Groß-Umstadt Streuobstbestände, ein Kleinwald aus Akazien, Eßkastanien- und Wacholderbestände in Weinbergslage (Weingebiet Einzellage Am Herrnberg). Das Naturdenkmal Baumgruppe Hainrichsberg ist Teil des NSG (s. Liste der Naturdenkmale in Groß-Umstadt). OSM-Link zur Kartendarstellung: „Herrnberg von Groß-Umstadt“                                                                                                   | ⊙        | 14,29         | 28. Mai 1996  |
| Auf dem Sand zwischen Hergershausen und Altheim                      |      | 1432025 WDPA: 318135    | Babenhausen, Münster (Hessen) OSM-Link zur Kartendarstellung: „Auf dem Sand zwischen Hergershausen und Altheim“ | ⊙        | 23,55         | 12. Okt. 1998 |
| Brackenbruch bei Hergershausen                                       |      | 1432026 WDPA: 318227    | OSM-Link zur Kartendarstellung: „Brackenbruch bei Hergershausen“ | ⊙        | 51,88         | 25. Okt. 1999 |
| Griesheimer Bruch                                                    |      | 1432027 WDPA: 318462    | OSM-Link zur Kartendarstellung: „Griesheimer Bruch“ | ⊙        | 34,84         | 2000          |
| Faulbruch bei Erzhausen                                              |      | 1432028 WDPA: 318383    | Erzhausen OSM-Link zur Kartendarstellung: „Faulbruch bei Erzhausen“ | ⊙        | 65,04         | 2001          |
| Fuchswiese bei Stettbach                                             |      | 1432029 WDPA: 555514018 | Seeheim-Jugenheim Lebensraum der Schmetterlingsarten Dunkler Wiesenknopf-Ameisenbläuling und Heller Wiesenknopf-Ameisenbläuling. Erweitert 24. August 2013. OSM-Link zur Kartendarstellung: „Fuchswiese bei Stettbach“ | ⊙        | 3             | 9. Sep. 2010  |
| Legende für Naturschutzgebiet                                        |      |                         | |          |               |               |

## Teilflächen
Ein Naturschutzgebiet liegt nur teilweise im Landkreis Darmstadt-Dieburg.
| Name                          | Bild | Kennung              | Kreis                                                       | Einzelheiten | Position | Fläche Hektar | Datum |
| ----------------------------- | ---- | -------------------- | ----------------------------------------------------------- | --- | -------- | ------------- | ----- |
| Hegbachaue bei Messel         |      | 1438021 WDPA: 163576 | Landkreis Offenbach, Darmstadt, Landkreis Darmstadt-Dieburg | Ist per Kennung 1438xxx dem Landkreis Offenbach zugeordnet, siehe Liste der Naturschutzgebiete im Landkreis Offenbach | ⊙        | 242,05        | 1994  |
| Legende für Naturschutzgebiet |      |                      |                                                             | |          |               |       |